# Richard Herron
Richard Herron (1890 – 1917) là một cầu thủ bóng đá người Anh thi đấu cho Stoke.

## Sự nghiệp
Herron sinh ra ở Durham và bắt đầu sự nghiệp với đội bóng non-league West Stanley. Ông chuyển đến Stoke năm 1910 khi đang thi đấu ở Southern League và trở thành người dự bị có ích cho lựa chọn số một Bert Gadsden. Ông thi đấu được 20 trận mùa giải 1914–15 khi Stoke vô địch Southern Football League Division Two và được chọn lại vào Football League và Herron được nhắm là một thủ môn tốt. Nhưng Thế chiến thứ I nổ ra và Herron nhập ngũ, và ông mất mạng ở Pháp năm 1917.

## Thống kê sự nghiệp
| Câu lạc bộ          | Mùa giải            | Giải vô địch | Giải vô địch | Cúp FA  | Cúp FA    | Tổng    | Tổng      |
| Câu lạc bộ          | Mùa giải            | Số trận      | Bàn thắng    | Số trận | Bàn thắng | Số trận | Bàn thắng |
| ------------------- | ------------------- | ------------ | ------------ | ------- | --------- | ------- | --------- |
| Stoke               | 1910–11             | 5            | 0            | 0       | 0         | 5       | 0         |
| Stoke               | 1911–12             | 16           | 0            | 0       | 0         | 16      | 0         |
| Stoke               | 1912–13             | 5            | 0            | 0       | 0         | 5       | 0         |
| Stoke               | 1913–14             | 0            | 0            | 0       | 0         | 0       | 0         |
| Stoke               | 1914–15             | 18           | 0            | 2       | 0         | 20      | 0         |
| Tổng cộng sự nghiệp | Tổng cộng sự nghiệp | 44           | 0            | 2       | 0         | 46      | 0         |